# Deweyville (Texas)
Deweyville és una concentració de població designada pel cens dels Estats Units a l'estat de Texas. Segons el cens del 2000 tenia 1.190 habitants.

## Demografia
Segons el cens del 2000, Deweyville tenia 1.190 habitants, 459 habitatges, i 325 famílies. La densitat de població era de 40,9 habitants per km².
Dels 459 habitatges en un 32% hi vivien nens de menys de 18 anys, en un 59,3% hi vivien parelles casades, en un 7,4% dones solteres, i en un 29% no eren unitats familiars. En el 24,4% dels habitatges hi vivien persones soles el 10,2% de les quals corresponia a persones de 65 anys o més que vivien soles. El nombre mitjà de persones vivint en cada habitatge era de 2,59 i el nombre mitjà de persones que vivien en cada família era de 3,11.
Per edats la població es repartia de la següent manera: un 26,2% tenia menys de 18 anys, un 8,8% entre 18 i 24, un 28,7% entre 25 i 44, un 25,1% de 45 a 60 i un 11,1% 65 anys o més.
L'edat mediana era de 35 anys. Per cada 100 dones de 18 o més anys hi havia 95,5 homes.
La renda mediana per habitatge era de 30.714 $ i la renda mediana per família de 35.150 $. Els homes tenien una renda mediana de 35.250 $ mentre que les dones 15.852 $. La renda per capita de la població era de 13.136 $. Aproximadament el 13,5% de les famílies i el 17,8% de la població estaven per davall del llindar de pobresa.

## Poblacions més properes
El següent diagrama mostra les poblacions més properes.